# Мердинли
Мердинли (азерб. Merdinli) — село в Физулинском районе Азербайджана.

## История
До 1750 года село называлось Гарабулаг. 
Мердинли был оккупирован вооруженными силами Армении в августе 1993 года.
В ходе 44-дневной войны в 2020 году 9 ноября село Мердинли Физулинского района было освобождено ВС Азербайджана. 
В январе 2021 года минобороны распространило видеокадры из села.
В марте 2021 года представители дипкорпуса Азербайджана посетили разрушенную мечеть Мердинли и кладбище Мердинли-Гараханбейли в селе Мердинли.
Уроженец Мердинли: Агазаде, Игбал Фехруз оглы — азербайджанский государственный и политический деятель.

## Экономика
Население в основном занималось сельским хозяйством-земледелием, скотоводством и животноводством.